# Logiciel de vérification de schéma
Pour les articles homonymes, voir LVS.

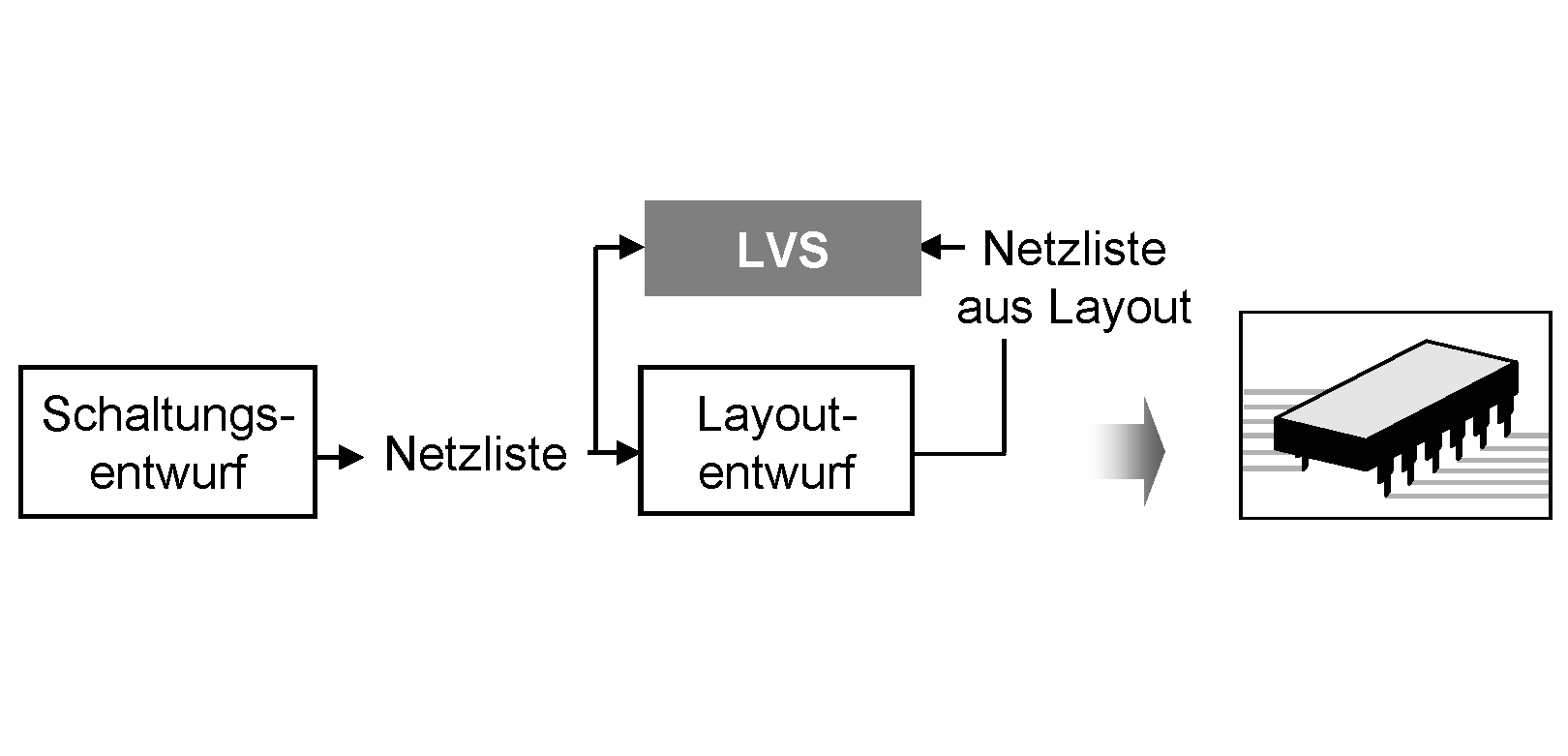
Flux LVS.

Un logiciel de vérification de schéma (LVS) est un logiciel permettant de comparer la topologie d'un circuit par rapport au schéma d'origine et de vérifier la continuité électrique.